# Β-亮氨酸
β-亮氨酸（英語：β-Leucine，或beta-leucine）是一种β-氨基酸，分子式C6H13NO2，是亮氨酸的同分异构体之一。

## 合成
β-亮氨酸可由丙二酸、异丁醛和乙酸铵在乙醇中反应制得。